# Бобрик (приток Дона)
Бобрик (Бобрики) — река в России, протекает в Узловском районе Тульской области. Правый приток Дона.

## География
Река Бобрик берёт начало у южной границы города Донской. Течёт на северо-восток по густонаселённой местности. Впадает в Дон в черте города Донской (квартал Бобрик-Гора). Устье реки находится в 1862 км по правому берегу реки Дон. Длина реки 10 км, площадь водосборного бассейна — 43,5 км².
Левый приток Бобрика — ручей Ольховец.

## Данные водного реестра
По данным государственного водного реестра России относится к Донскому бассейновому округу, водохозяйственный участок реки — Дон от истока до города Задонск, без рек Красивая Меча и Сосна, речной подбассейн реки — бассейны притоков Дона до впадения Хопра. Речной бассейн реки — Дон (российская часть бассейна).
Код объекта в государственном водном реестре — 05010100312107000000151.